# Kármánlijn

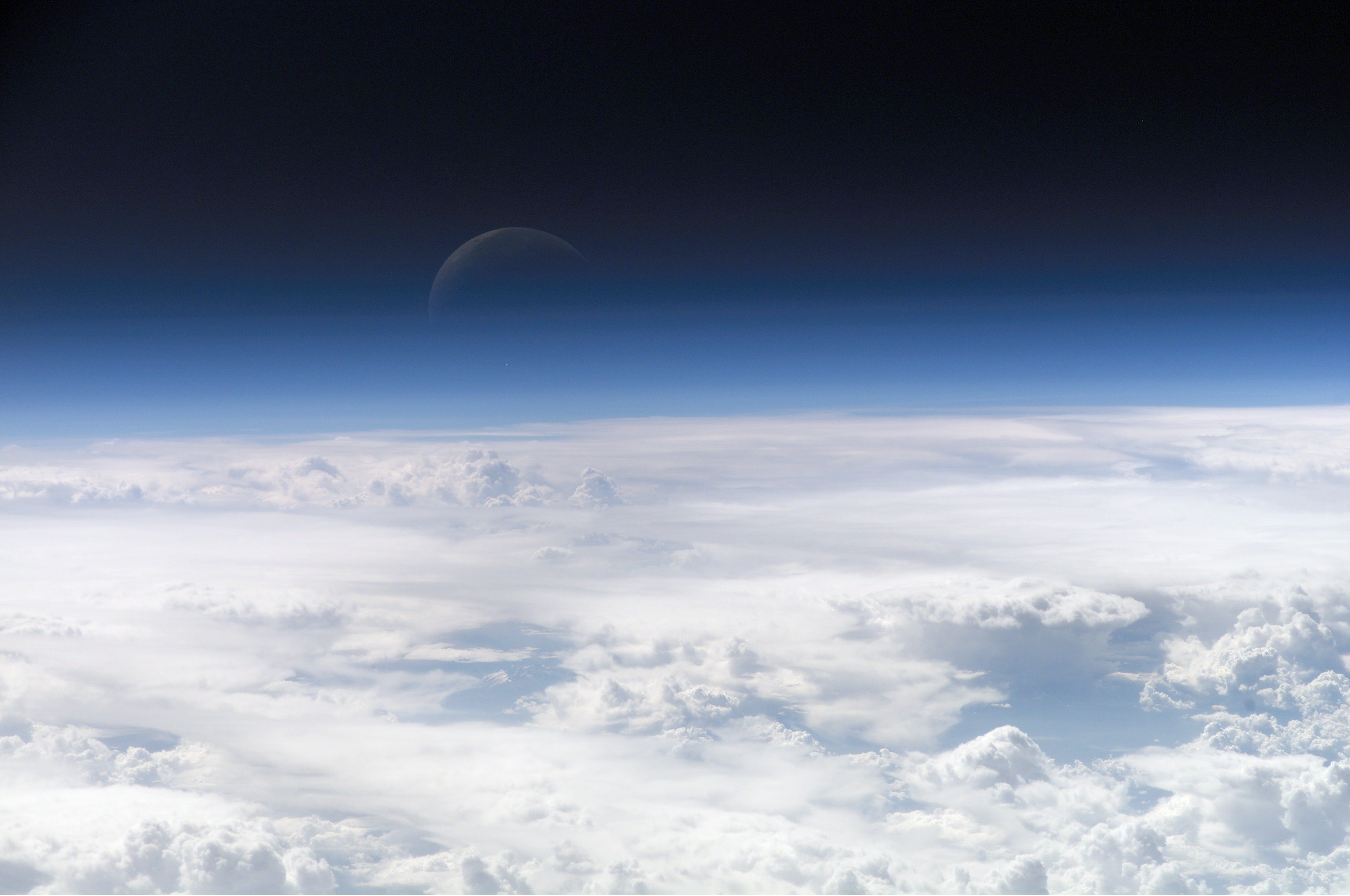
Overdag is de lucht blauw omdat de atmosfeer zonlicht verstrooit. Bij de kármánlijn is de atmosfeer zo ijl dat dit effect verdwijnt. De donkere ruimte en de sterren zijn dan zelfs overdag zichtbaar. De foto is genomen vanuit het ISS op een hoogte van 335 km.

De kármánlijn is een denkbeeldige grens op een hoogte van 100 kilometer boven de Aarde.
Ze wordt gebruikt om een onderscheid te kunnen maken tussen luchtvaart en ruimtevaart. In die zin wordt de kármánlijn wel beschouwd als "het begin van de ruimte", en min of meer "het einde van de atmosfeer van de Aarde", al bestaat geen scherpe begrenzing.

## Herkomst
De grens is gedefinieerd door een internationaal team op initiatief van de Hongaars-Amerikaanse natuurkundige en ingenieur Theodore von Kármán (1881-1963).
Een vliegtuig blijft in de lucht door de opwaartse kracht op de vleugels. De voorwaartse snelheid die nodig is om een bepaalde opwaartse kracht te verkrijgen neemt toe met de hoogte, omdat de lucht steeds ijler wordt. In de buurt van de kármánlijn is de benodigde voorwaartse snelheid zo groot dat al eerder een baan om de Aarde wordt bereikt, waarin de centrifugale kracht in evenwicht is met de zwaartekracht. De vleugels spelen dan geen rol meer.
Bij de binnenkomst in de atmosfeer van een ruimtevaartuig wordt de remmende werking van de atmosfeer duidelijk merkbaar in de buurt van de kármánlijn. Een kunstmaan kan op die hoogte niet in een baan om de Aarde blijven zonder actieve voortstuwing. Bij een terugkerende capsule begint het hitteschild te werken rond deze hoogte (preciezer: bij een hoogte van 120 km).

## Acceptatie
De Fédération Aéronautique Internationale (FAI) gebruikt de grens van 100 kilometer in haar definitie van luchtvaart en ruimtevaart.
De Ansari X Prize was een prijs die werd uitgeloofd voor het eerste particuliere, herbruikbare ruimtevaartuig. Om de prijs te winnen moest binnen twee weken tweemaal de grens van 100 kilometer gepasseerd worden. Het ruimtevliegtuig SpaceShipOne slaagde hierin in 2004.
Met het X-15-vliegtuig voerden de NASA en de Amerikaanse luchtmacht gezamenlijk een onderzoeksprogramma uit dat was gericht op het bereiken van hoge snelheden en grote hoogten (1959-1968). De luchtmacht beschouwde de hoogte van 50 mijl (80,5 kilometer) als de ondergrens voor een ruimtevlucht en gaf de militaire piloten een astronaut-insigne als ze die hoogte overschreden.
Ook bij vluchten voor ruimtetoeristen verschilt het per bedrijf wat als grens van de ruimte wordt beschouwd. Virgin Galactic biedt met hun SpaceShipTwo ruimtevluchten boven de vijftig mijl aan en Blue Origin biedt met de New Shepard ruimtevluchten tot net boven de kármánlijn aan.
Astronoom Jonathan McDowell van het Smithsonian schreef in 2018 een essay waarin hij pleitte om 50 mijl algemeen als grens van de ruimte te accepteren. Een van zijn redeneringen is dat er tijdens de Koude Oorlog spionagesatellieten met een zeer elliptische baan bij het bereiken van hun perigeum (korte tijd) lager dan de kármánlijn vlogen.
De Amerikaanse luchtvaartautoriteit FAA erkent mensen die boven de 50 mijl werk uitvoeren als astronaut.